# ولرت لاس ورکل
ولرت لاس ورکل (به فرانسوی: Vellerot-lès-Vercel) یک کمون در فرانسه است که در Canton of Pierrefontaine-les-Varans واقع شده‌است.

## خصوصیات
ولرت لاس ورکل ۴٫۵۷ کیلومترمربع مساحت و ۴۵ نفر جمعیت دارد.